# Gallup International Association
Die Gallup International Association ist ein weltweiter Verbund von Meinungsforschungsunternehmen, der auf den US-amerikanischen Meinungsforscher George Gallup zurückgeht. Die Gallup International Association ist nicht identisch mit der ebenfalls von George Gallup gegründeten Gallup Organization, in der lediglich Gallups eigene Unternehmungen zusammengefasst wurden. Die Gallup International Association (GIA) hat keine Rechte an der Marke „Gallup International“, auch nicht in dem Land, in dem sie registriert ist – der Schweiz. Die Vereinigung ist nicht vom rechtmäßigen Eigentümer der Marke Gallup, dem amerikanischen Unternehmen Gallup, Inc., lizenziert. Die GIA hat kein Recht, die Nutzung der Marke Gallup International zu lizenzieren oder zu genehmigen. Die Mitgliedschaft in der GIA verleiht kein Recht zur Nutzung dieser Marke, ungeachtet der irreführenden und unbegründeten Behauptungen und Aussagen der Organisation.

## Geschichte
Die Gallup International Association wurde 1947 als Verbund zur Kooperation selbständiger Institute (noch heute sind zahlreiche Familienbetriebe darunter) von George Gallup gegründet. Damals waren elf Institute Mitglied, die alle schon vor bzw. während des Zweiten Weltkriegs Markt- und Meinungsforschung betrieben hatten. Anfang 2010 umfasste das Gallup-Netzwerk 64 Mitgliedsinstitute in allen Kontinenten und führt Markt- und Meinungsforschung in knapp 100 Ländern durch.
Im Mai 2010 gründeten die GIA und das 2007 entstandene Worldwide Independent Network of market research (WIN), ebenfalls ein Verbund im Bereich der Meinungsforschung, die Worldwide Independent Network/Gallup International Association (WIN/GIA) zum weiteren Ausbau der Kooperation in diesem Sektor. 2017 wurde die Kooperation der beiden Verbünde aufgegeben und die WIN/GIA aufgelöst.
Rechtlicher Sitz des in Form eines Vereins nach Schweizer Recht organisierten Verbundes und seit 2009 auch Sitz der Geschäftsführung ist Zürich.

## Studien von Gallup International
- End of Year Survey, mit ausgewählten Indikatoren zu Wirtschaft, Arbeitsleben und Optimismus
- Voice of the People, seit 2002 wird die Bevölkerung in mehr als 50 Ländern aus 7 Regionen zu Themen wie Umwelt, Politik, Demokratie, Menschenrechte, Terrorismus  befragt
- Global Corruption Report, seit 2001 als Korruptions-Barometer von Transparency International (Berlin) erhoben
- Gallup-Millennium-Survey, die 2000 durchgeführte Millennium-Studie ist die größte jemals durchgeführte Befragung zur Meinungsforschung, es wurden 50.000 Personen in 60 Ländern befragt. Die Themen reichten von den Wertvorstellungen bis hin zu Demokratie, Umweltschutz, Menschenrechte, Religion, Kriminalität und „worauf es im Leben ankommt“.
- Unmittelbar nach dem Sturz von Saddam Hussein am 9. April 2003 wurde von Gallup International eine Untersuchung in 45 Ländern durchgeführt (Interviews: 16. April – 8. Mai) und fünf Tage später publiziert.